# КК Рајнстарс Келн
Рајнстарс Келн јесте немачки кошаркашки клуб из Келна. Тренутно се такмичи у Регионалној лиги, по јачини четвртој кошаркашкој лиги у Немачкој.

## Историја
Клуб је основан 1999. године под садашњим именом. Од 2001. до 2007. је носио име Рајненерџи Келн, да би 2009. вратио садашње име.
Највећи успех су забележили у сезони 2005/06. када је освојена Бундеслига. Три пута су освојили национални куп а имају и један освојен суперкуп.
Клуб је забележио и једно учешће у Евролиги (сез. 2006/07) када су испали већ у групној фази са само две победе из четрнаест мечева.

## Успеси

### Национални
- Првенство Немачке:
  - Првак (1): 2005/06.

- Куп Немачке:
  - Победник (3): 2004, 2005, 2007.

- Суперкуп Немачке:
  - Победник (1): 2006.

## Познатији играчи
- Марћин Гортат
- Тибор Плајс
- Марко Кешељ
- Џамон Гордон
- Милко Бјелица

## Познатији тренери
- Светислав Пешић
- Саша Обрадовић